# Indica
Indica je dívčí finská pop-rocková skupina, založená v roce 2001. Jejími členkami jsou Jonsu (zpěv a housle), Heini (basová kytara), Sirkku (klávesy), Jenny (kytara) a Laura (bicí). Hned po vydání svého prvního alba Ikuinen virta si získali mnoho fanoušků. Následující alba Tuuliset tienoot a Kadonnut puutarha jen potvrdily předešlý úspěch a jejich sláva více vzrostla.
Indica také spolupracovala se skupinou Nightwish během jejich turné (Scandinavian tour 2007), na kterém hráli anglické verze svých písní. Tuomas Holopainen z Nightwish byl také producentem jejich příštího alba, Valoissa. Skupina se také přidala do sestavy druhé části turné Dark Passion Play od Nightwish spolu se švédskou metalovou skupinou Pain.
Kapela se po 9leté odmlce sešla a natočila nové singly. 

## Členové
- Jonsu (Johanna Salomaa, nar. 28. května 1984) – zpěv, housle, kytara, klávesy, tamburína
- Heini (nar. 28. prosince 1984) – basová kytara, zpěv
- Sirkku (nar. 11. července 1984) – klávesy, klarinet, zpěv
- Jenny (nar. 14. listopadu 1985) – kytara, zpěv
- Laura (nar. 29. dubna 1986) – bicí

## Diskografie

### Alba
- Ikuinen virta – (Věčný proud), 16. srpna 2004
- Tuuliset tienoot – (Větrné kraje), 26. října 2005
- Kadonnut puutarha – Ztracená zahrada), 21. listopadu 2007
- Valoissa – (Ve světlech), 17. září 2008
- A Way Away – 2010
- Shine – (Zář), 2014

### Sbírky
- Pahinta tänään: Kokoelma – (Nejhorší dnešek: Sbírka), 21. října 2009

### Singly
- "Scarlett" (26. března 2004)
- "Ikuinen virta" (5. srpna 2004)
- "Vettä vasten" (23. března 2005)
- "Ihmisen lento" (2005)
- "Vuorien taa" (19. října 2005)
- "Pidä kädestä" (2005)
- "Niin tuleni teen" (2006)
- "Linnansa vanki" (2007)
- "Noita" (2007)
- "Ulkona" (2007)
- "Pahinta tänään" (8. května 2008)
- "Valoissa" (srpen 2008)
- "10 h myöhässä" (listopad 2008)
- "Valokeilojen vampyyri" (podzim 2009)
- "Murheiden maa" (2009)
- "Ghosts in a Crowd" (2010)
- "In Passing" (2010)
- "Islands of Light" (2010)
- "Precious Dark" (2010)
- "Älä kanna pelkoa" (2013)
- "A Definite Maybe" (2013)
- "Suunta on vain ylöspäin" (2014)
- "Savuna ilmaan" (2023)
- "Vuonna 95" (2023)

### Videa
- "Scarlett" (2004), režíroval Kusti Manninen
- "Ikuinen virta" (2005), režíroval Kusti Manninen
- "Vuorien taa" (2006), režíroval Marko Mäkilaakso
- "Pidä kädestä" (2006), režíroval Marko Mäkilaakso
- "Linnansa vanki" (2007), režíroval Jesse Hietanen
- "Pahinta tänään" (jaro 2008), režíroval Jesse Hietanen
- "Valoissa" (podzim 2008)
- "10 h myöhässä" (Vánoce 2008)
- "Valokeilojen vampyyri" (podzim 2009)
- "Straight and Arrow" (zima 2009), režíroval Denis Gloria
- "In Passing" (2010) režíroval Patric Ullaeus
- "Islands of light" (2010) režíroval Patric Ullaeus
- "Precious Dark" (2010) režíroval Martin Mueller
- "Älä kanna pelkoa (2013) režíroval Lawrence Dolkart
- "Suunta on vain ylöspäin (2014) režíroval Lawrence Dolkart